# Pinguicula apuana
Pinguicula apuana este o specie de plante carnivore din genul Pinguicula, familia Lentibulariaceae, ordinul Lamiales, descrisă de S. Jost Casper și Amp; Ansaldi. Conform Catalogue of Life specia Pinguicula apuana nu are subspecii cunoscute.